# Ieva Adomavičiūtė
Ieva Adomavičiūtė est une rameuse lituanienne, née le 3 décembre 1994.

## Palmarès

### Championnats du monde
- 2018, à Plovdiv, en Bulgarie
  -  Médaille d'or en deux de couple avec Milda Valčiukaitė

### Championnats d'Europe
- 2018, à Glasgow, en Écosse
  -  Médaille de bronze en deux de couple avec Milda Valčiukaitė